# Micurus obliquatus
Micurus obliquatus är en skalbaggsart som beskrevs av Leon Fairmaire 1903. Micurus obliquatus ingår i släktet Micurus och familjen långhorningar.
Artens utbredningsområde är Madagaskar. Inga underarter finns listade i Catalogue of Life.